# Víctor Terradellas Maré
Víctor Terradellas Maré (Reus, 1962) és un empresari i activista cultural i polític català, president de la Fundació CATmón. Promotor de l'anomenada «Plataforma per la Sobirania» (constituïda el 2007), ha estat editor de les revistes Catalan International View i ONGC. El 2011 va ser nomenat secretari de relacions internacionals de Convergència Democràtica de Catalunya (CDC). President de la Fundació CATmón, va ser detingut al maig de 2018 acusat d'estar involucrat de la desviació de fons de la Diputació Provincial de Barcelona cap a l'entitat que dirigeix.
Independentista català, defensa una aliança estratègica sense reserves entre Catalunya i Israel. Preconitza la necessitat que una potencial Catalunya independent disposi d'un exèrcit. Va ser un dels signants a l'octubre de 2017 del manifest titulat Per la República Catalana, aixequem la suspensió de la Declaració d'Independència, que instava a no fer cas al requeriment de Govern d'Espanya, previ a l'activació de l'article 155 de la Constitució espanyola a Catalunya.